# أشلي دافنبورت
أشلي دافنبورت هو سياسي أمريكي، ولد في 12 فبراير 1794 في كوبنهاغن في الولايات المتحدة، وتوفي بنفس المكان في 10 فبراير 1874. نشط حزبياً في الحزب الديمقراطي. وقد انتخب عضو مجلس ولاية نيويورك ‏.